# نهر كالوزاتشي

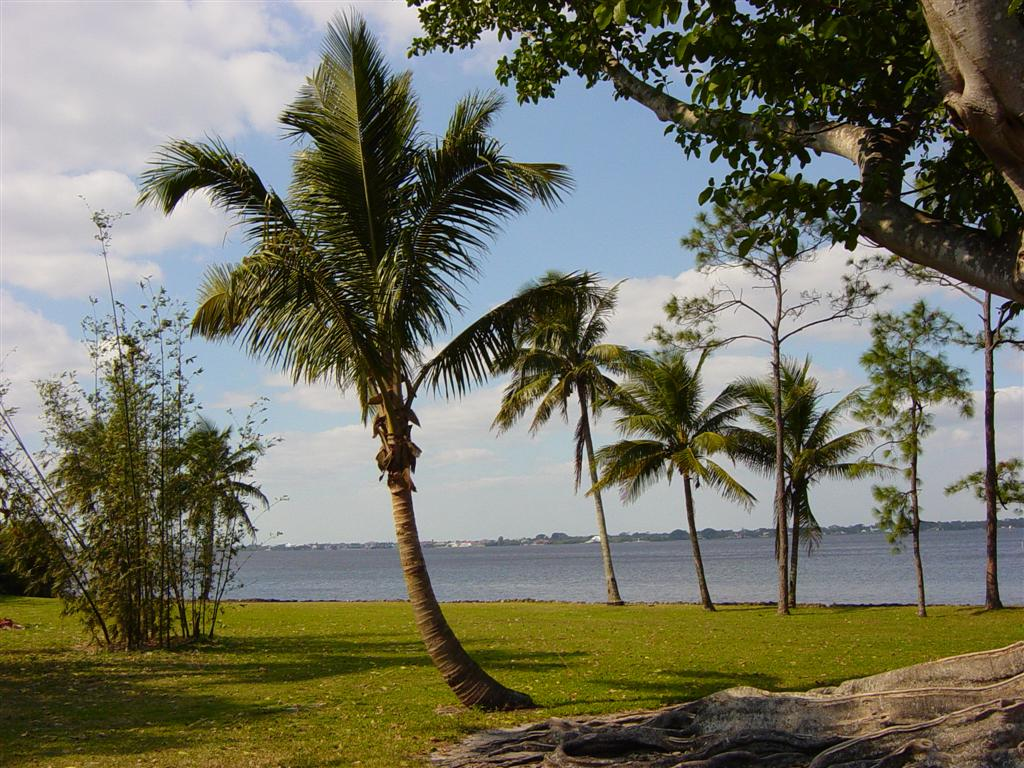
نهر كالوزاتشي

نهر كالوزاتشي هو نهر على الساحل الجنوبي الغربي لفلوريدا في الولايات المتحدة ، على بعد حوالي 67 ميل (108 كـم) طويلة.  تستنزف المناطق الريفية على الحافة الشمالية من ايفرجلادز ، شرق فورت مايرز . يشكل النهر رابطًا هامًا في اوكيتشوبي واترواي ، وهو نظام مجرى مائي داخلي من صنع الإنسان في جنوب فلوريدا ، ويشكل مصبًا لمد وجزر على طول معظم مجراه وأصبح موضوعًا للجهود المبذولة لاستعادة منطقة ايفرغلادز والحفاظ عليها .

## الوصف

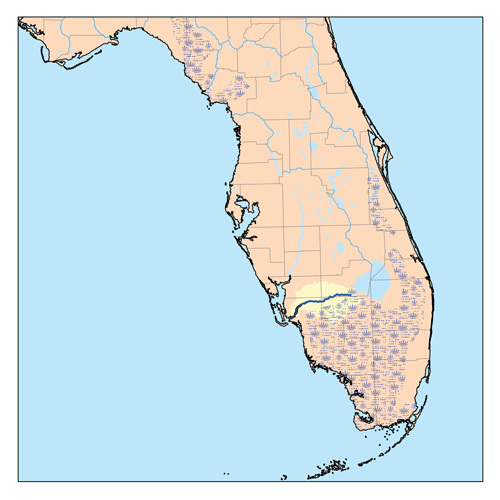

يصدر النهر من بحيرة هيكبوتشي ، في جنوب شرق مقاطعة جليدز ، حوالي 10 ميل (16 كـم) غرب كليويستون . يتدفق من الغرب إلى الجنوب الغربي بعد لابيل ، حيث يصبح المد والجزر ، وتشكيل مصب نهر على طول 25 ميل (40 كـم) . تتسع عند اقترابها من الخليج ، لتمرير فورت مايرز وكاب كورال . يدخل خليج المكسيك 10 ميل (16 كـم) جنوب غرب فورت مايرز في خليج سان كارلوس ، المحمية بجزيرة سانيبل .
5 ميل (8 كـم) قناة كالوساهاتشي التي تربط بحيرة هيكبوتشي ببحيرة اوكيتشوبي تتيح التنقل المستمر من كالوساهاتشي إلى نظام اوكيتشوبي واترواي ؛ تشير بحيرات اوكسبو إلى الامتدادات المعزولة للممر المائي الأصلي.  في عام 2013 ، أدت الأمطار الغزيرة في جنوب فلوريدا إلى ارتفاع جريان المياه في بحيرة أوكيشوبي ؛ أجبر ارتفاع مستويات البحيرة سلاح المهندسين بالجيش الأمريكي على إطلاق كميات كبيرة من المياه الملوثة من البحيرة عبر مصب نهر سانت لوسي إلى الشرق ومصب نهر كالوساهاتشي إلى الغرب. وهكذا تم استبدال المزيج الطبيعي من المياه العذبة والمالحة في تلك المصبات بفيض من المياه العذبة الملوثة مما أدى إلى أضرار بيئية. 
حتى أواخر القرن التاسع عشر ، تم إطعام نهر كالوساهاتشي بسلسلة من البحيرات التي تبدأ من بحيرة هيكبوشي ، بما في ذلك بحيرة الخس وبحيرة بونيت وبحيرة فليرت. شكل شلال ومجموعة من المنحدرات في الطرف السفلي من بحيرة فليرت بداية النهر. كانت المنحدرات قريبة من 1 ميل (1.6 كـم) طويلة ، مع انخفاض في الارتفاع حوالي 10 قدم (3.0 م) . بحيرة هيكوتشي ، حوالي 9,000 أكر (3,600 ها) في المنطقة ، كان على بعد 3 ميل (4.8 كـم) من بحيرة اوكيتشوبي ، ولكن لم يكن هناك اتصال بين البحيرتين قبل أواخر القرن التاسع عشر. تدفقت المياه من بحيرة هيكبوشي غربًا إلى بحيرة الخس ثم بحيرة بونيه. عندما كانت المياه مرتفعة ، اندمجت البحيرتان. من مياه بحيرة بونيه تدفقت إلى بحيرة فليرت ، التي كانت حوالي 1,000 أكر (400 ها) في المنطقة و 5 ميل (8.0 كـم) طويلة. كانت جميع البحيرات محاطة بأراضي رطبة واسعة النطاق. 
في عام 1881 ، كان لدى هاميلتون ديستون ، كجزء من مخطط لتصريف مساحات كبيرة من الأراضي الرطبة في المناطق الداخلية من فلوريدا ، قناة مجرورة من بحيرة أوكيشوبي إلى بحيرة هيكبوتشي وعبر البحيرات والأراضي الرطبة إلى الغرب. قامت شركته بإزالة الحافة الصخرية التي شكلت السقوط والمنحدرات أسفل بحيرة فليرت ، واستقامة الروافد العليا لنهر كالوساشاتشي. منذ ذلك الحين وسعت العديد من المشاريع الفيدرالية والولائية وتعميق النهر.  تحويل نهر كالوزاهاتشي إلى قناة استنزفت بحيرة فليرت والأراضي الرطبة المنحدرة من بحيرة هيكبوشي. 
منذ أواخر القرن التاسع عشر ، أدى تجريف النهر وتوجيهه ، وكذلك الاتصال الاصطناعي ببحيرة اوكيتشوبي واستخدامه كمصدر للمياه للاستخدامات الحضرية والزراعية ، إلى تغيير هيدرولوجية النهر بشكل كبير. ونتيجة لذلك ، تم تغيير حجم وتوقيت توصيل المياه إلى مصب النهر بشكل كبير. حاولت البرامج الأخيرة من قبل حكومة الولاية تحديد الحد الأدنى من مستويات التدفق في النهر ، جزئيًا للمساعدة في استعادة إمدادات المياه إلى ايفرغلاديز. تم إنشاء ملجأ للحياة البرية الفيدرالية للخراف البحر عند مصب النهر على خليج سان كارلوس بالقرب من فورت مايرز.

## المعابر
فيما يلي قائمة بمعابر الجسر لنهر كالوزاهاتشي والقناة
| جسر                       | طريق                             | موقعك           | ملاحظات        |  |
| ------------------------- | -------------------------------- | --------------- | -------------- |  |
|                           | جنوب وسط فلوريدا إكسبريس ، وشركة | مور هافن        | الجسر المتأرجح |  |
| جسر مامي لانجديل التذكاري | US 27                            | مور هافن        |                |  |
|                           | SR 29                            | لابيل           | جسر Bascule    |  |
| جسر فورت ديناو            | طريق فورت ديناود                 | حصن Denaud      | الجسر المتأرجح |  |
| جسر ألفا                  | برودواي                          | ألفا            | جسر Bascule    |  |
| جسر ويلسون بيجوت          | SR 31                            | فورت مايرز شورز | جسر Bascule    |  |
|                           | I-75                             | تيس             |                |  |
|                           | سمينول الخليج للسكك الحديدية     | تيس             | جسر Bascule    |  |
| جسر إديسون                | · US 41 Bus. / SR 739 ·          | فورت مايرز      |                |  |
| جسر كالوشاتشي             | US 41                            | فورت مايرز      |                |  |
| جسر ميدبوينت التذكاري     | CR 884                           | كيب كورال       |                |  |
| جسر كيب كورال             | CR 867A                          | كيب كورال       |                |  |

## روابط خارجية
- منطقة إدارة المياه في جنوب فلوريدا: نهر ومصب نهر كالوزاهاتشي
- GulfBase.org: نهر كالوزاتشي
- USFWS: Caloosahatchee River-San Carlos Bay Federal Manatee Refuge
- رابطة مواطني نهر كالوزاهاتشي (Riverwatch)
- Caloosahatchee River Watershed - Florida DEP